# 布賴滕布倫巴赫河

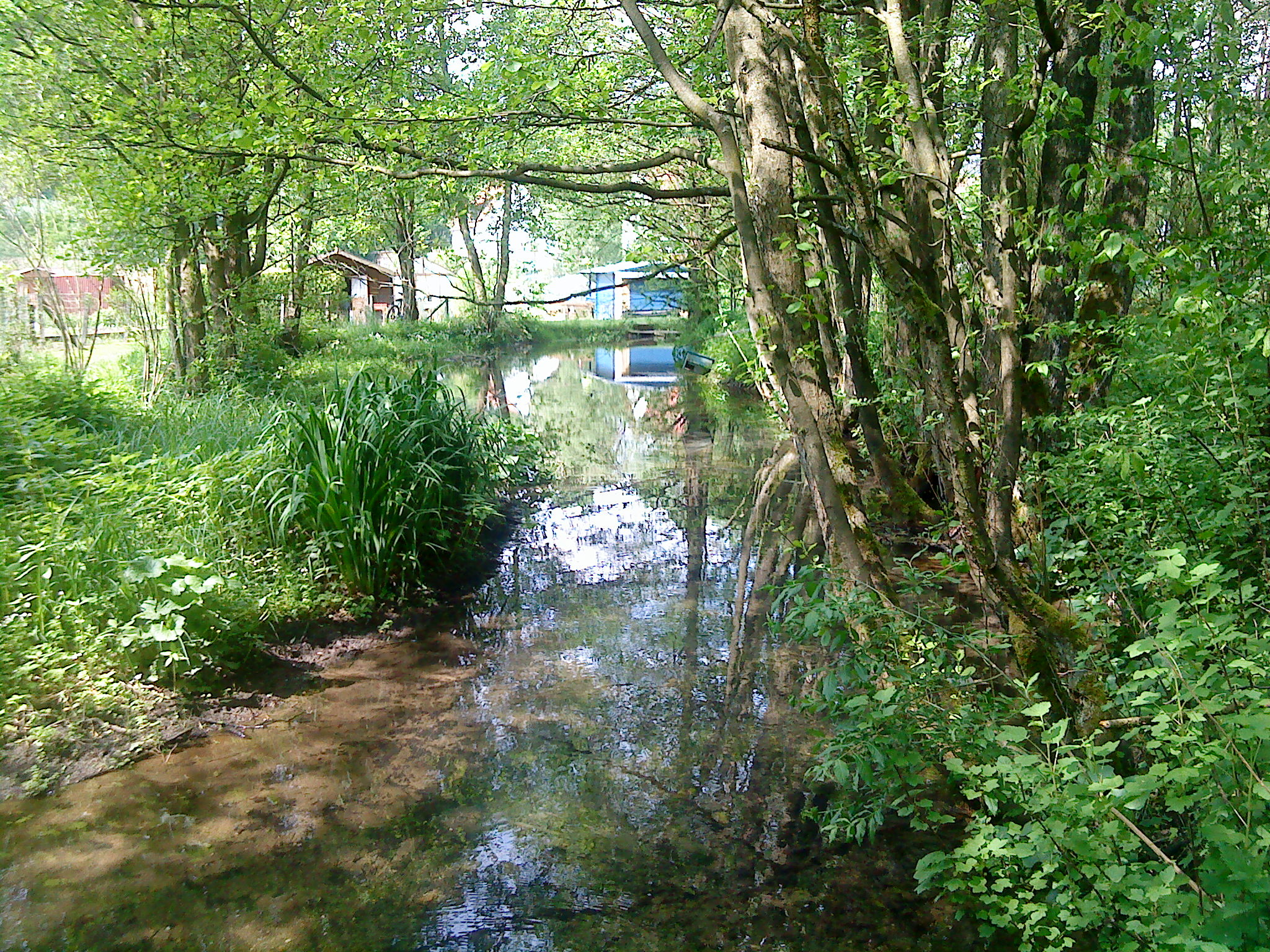

49°29′22.79″N 11°45′54.50″E / 49.4896639°N 11.7651389°E
布賴滕布倫巴赫河（德語：Breitenbrunner Bach），是德國的河流，位於該國東南部，由巴伐利亞負責管轄，屬於羅森巴赫河的右支流，河道全長9.1公里，流域面積17.4平方公里。